# Marguerite Blais
Pour les articles homonymes, voir Blais.
Marguerite Blais, née à Montréal le 12 septembre 1950, est une animatrice de télévision et une femme politique québécoise . 
Elle est députée de la circonscription de Saint-Henri–Sainte-Anne à l'Assemblée nationale du Québec de 2007 à 2015 sous la bannière du Parti libéral du Québec. Elle est ministre responsable des Aînés, vice-présidente du Comité ministériel du développement social, éducatif et culturel et membre du Conseil du trésor dans le gouvernement de Jean Charest. 
Lors des élections générales québécoises de 2018, elle est élue députée de la circonscription électorale de Prévost, cette fois sous la bannière de la Coalition avenir Québec. Le 18 octobre 2018, elle est nommée, à nouveau, ministre responsable des Aînés et des Proches aidants.
Elle ne se représente pas lors des élections de 2022.

## Biographie

### Études
Elle a fait des études supérieures en piano et orgue au Conservatoire de musique du Québec. Après quelques années consacrées à l'enseignement de la musique à des enfants de la maternelle (1968-1971), elle plonge dans l'univers des communications. Elle acquiert une maîtrise (Université du Québec à Montréal, 1997), un doctorat (Université du Québec à Montréal, Université de Montréal et Université Concordia, 2005) et un postdoctorat (Université du Québec à Montréal, 2008) dans cette discipline. Elle cumule par ailleurs une trentaine d'années d'expérience comme animatrice et journaliste à la télévision et à la radio (1971-2002).

### Carrière professionnelle
De 1996 à 2003, madame Blais est directrice générale de la Fondation du maire de Montréal pour la jeunesse. Elle accepte par la suite la présidence du Conseil de la famille et de l'enfance (2003-2007).
Marguerite Blais s'associe à plusieurs organismes à vocation caritative : Centraide, les Petits Frères des Pauvres, Vision mondiale pour l'Afrique, le Garde-manger pour tous. Elle se dévoue au sein de plusieurs instances préoccupées par le sort des jeunes, des aînés et des moins nantis de notre société. Madame Blais se distingue notamment par son soutien à la communauté sourde et sa contribution à l'épanouissement des personnes touchées par la surdité.

### Carrière politique

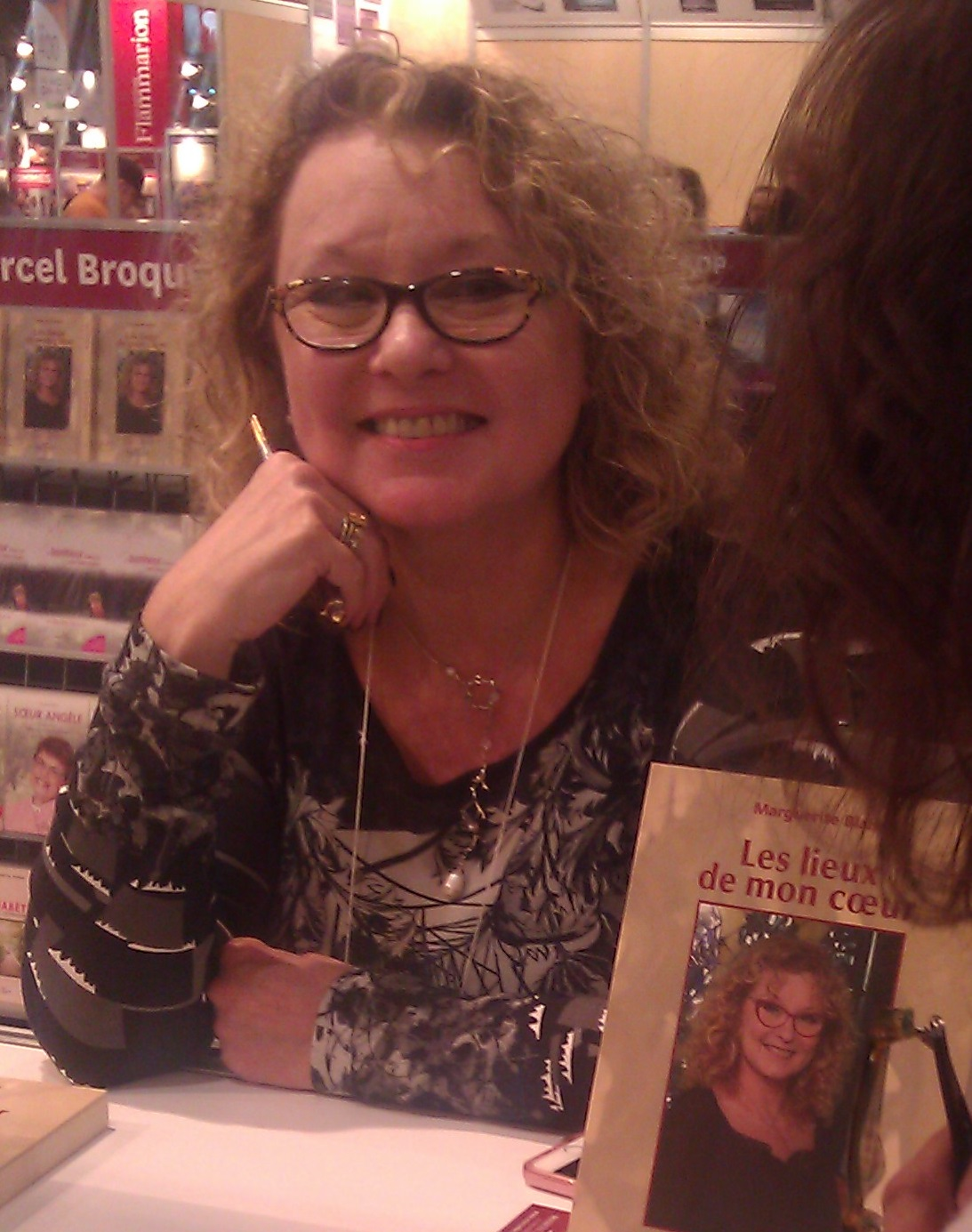
Marguerite Blais au Salon du livre de Montréal en 2016.

#### Députée libérale de Saint-Henri–Sainte-Anne
Élue députée du Parti libéral du Québec dans la circonscription de Saint-Henri–Sainte-Anne aux élections générales du 26 mars 2007, Marguerite Blais y est réélue en 2008. Elle est ministre responsable des Aînés de 2007 à 2012. Tout au long de la campagne électorale de l'été 2012, elle fut seconde dans les sondages derrière la candidate du Parti québécois, Sophie Stanké, mais est réélue avec 2 300 voix d'avance.
Lors de ce mandat son mari tombe gravement malade, elle devient alors proche aidante et médiatise sur les difficultés de cette fonction et l'importance de l'aide à apporter aux familles. En août 2015, quelques semaines après le décès de son mari, le premier ministre Philippe Couillard n'ayant pas pu lui confier de poste de ministre ou autre défi, elle décide de prendre sa retraite et démissionne de son poste de députée.

#### Députée caquiste de Prévost
Elle fait un retour en politique en 2018, portant les couleurs de la Coalition avenir Québec (CAQ) dans la circonscription de Prévost aux élections générales québécoises prévues pour l'automne,,. Elle entre au cabinet du gouvernement Legault dès le 18 octobre 2018 comme ministre responsable des Aînés et des Proches aidants.
Elle ne représente pas lors des élections de 2022.

## Distinctions et prix
Marguerite Blais est récipiendaire du Prix spécial du Centre de la communauté sourde du Montréal métropolitain en 1997. 
En 2003, elle reçoit le Prix Reconnaissance pour le livre Quand les sourds nous font signe : histoires de sourds, de la Fondation de la surdité et de l'Institut Raymond-Dewar. 
Elle reçoit le Prix Reconnaissance UQAM, Faculté des lettres, langues et communications en 2004, le Prix Femmes d'affaires du Québec dans la catégorie Cadre ou professionnelle : organisme public ou parapublic en 2005 et le Prix Leadership et communication du club Toastmasters International en 2005. 
Elle est récipiendaire du trophée Humanitas de Communautés solidaires en 2010 et lauréate du prix Allié.e de la Fondation Émergence en 2016.

## Résultats électoraux
|                                                                                               | Nom                      | Parti            | Nombre de voix | %      | Maj.  |
| --------------------------------------------------------------------------------------------- | ------------------------ | ---------------- | -------------- | ------ | ----- |
|                                                                                               | Marguerite Blais         | Coalition avenir | 14 876         | 47 %   | 7 137 |
|                                                                                               | Paul St-Pierre Plamondon | Parti québécois  | 7 739          | 24,5 % | -     |
|                                                                                               | Lucie Mayer              | Québec solidaire | 4 414          | 14 %   | -     |
|                                                                                               | Naömie Goyette           | Libéral          | 4 063          | 12,8 % | -     |
|                                                                                               | Malcolm Mulcahy          | Conservateur     | 303            | 1 %    | -     |
|                                                                                               | Michel Leclerc           | Parti libre      | 235            | 0,7 %  | -     |
| Total                                                                                         | Total                    | Total            | 31 630         | 100 %  |       |
| Le taux de participation lors de l'élection était de 70,8 % et 477 bulletins ont été rejetés. |                          |                  |                |        |       |

## Publications
- Auteure de Quand les Sourds nous font signe : histoires de sourds, éditions Dauphin Blanc (2003)[9]
- Auteure de La culture sourde : Quête identitaires au cœur de la communication, Les Presses de l'Université Laval, collection Sociologie au coin de la Rue (2006)[10]
- Coauteure de Apprendre à vivre aux frontières des cultures sourdes et entendantes, Les Presses de l'Université Laval, coauteur Jacques Rhéaume (2009)[11]
- Auteure de Les Lieux de mon cœur, éditeur Marcel Broquet, Catégorie : Biographie-Québec (2016)[12]
- Coauteure avec Rosette Pipar De la proche aidance à la bienveillance, éditeur Marcel Broquet, témoignages et plaidoyer (2018)